# Bousiris (Égypte)
Pour les articles homonymes, voir Busiris.
Bousiris est le nom grec de la ville d'Égypte antique, Djedou.
Son nom provient peut-être d'une déformation du nom Per-Osiris, « La maison d'Osiris », l'autre nom de la ville.
La ville de Bousiris se trouvait au centre du delta du Nil, sur le site qui porte aujourd'hui le nom arabe de Abousir Bana. Aujourd'hui, il ne reste du site que des pierres éparses.
Bousiris était l'un des centres principaux du culte du dieu Osiris. Au début de l'ère pharaonique, il supplanta l'ancien dieu local, Andjéty dont le culte remontait à l'époque protohistorique. De grandes fêtes en l'honneur du deuil d'Osiris y étaient célébrées.
Le mythe osirien raconte que c'est à Bousiris qu'Isis ensevelit la dépouille de son parèdre (frère et mari).
Environs :
- Temple d'Isis (Behbeit El-Hagara), à quinze kilomètres au nord.
- Maintenant, ce village s'agrandit dans une zone nommée « qimen » entre Izbat al Iraqi et Abousir